# Liste des fortifications, des châteaux et des manoirs du județ de Cluj

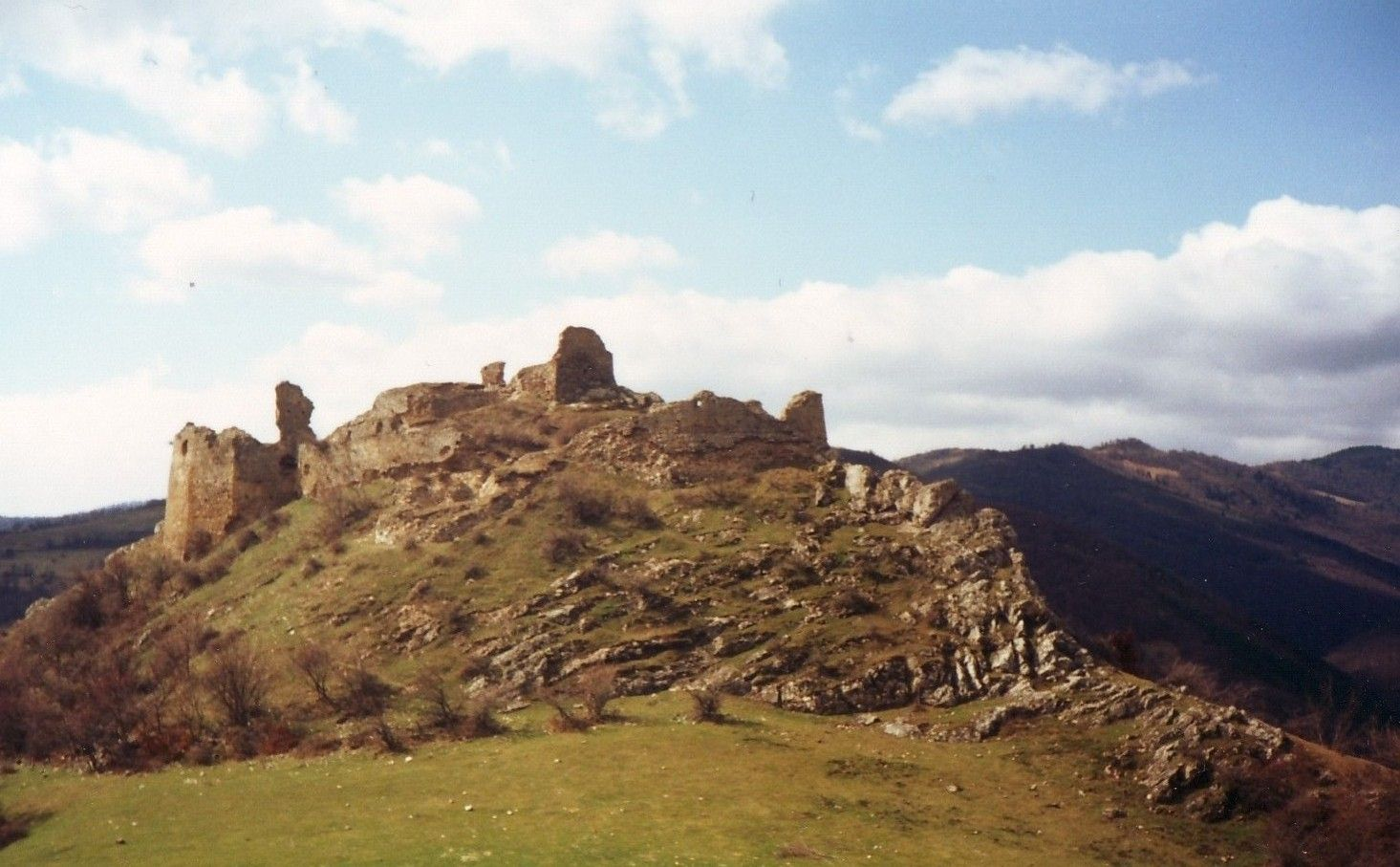
Forteresse de Liteni

Tous ces monuments se trouvent sur un rayon de moins de 50 km autour de Cluj-Napoca.
Si les fortifications ont été abandonnées dès qu'elles sont devenues vétustes du point de vue militaire, la plupart des châteaux et des manoirs ont été habités jusqu'à l'instauration du régime communiste. Les communistes ont nationalisé toutes ces propriétés. Certaines d'entre elles ont été abandonnées, comme pour effacer la mémoire des "oppresseurs" du peuple. D'autres ont été transformées en dépôts et magasins. En fin, certaines sont devenues les sièges de différentes institutions d'état (écoles, mairies etc.).
Aujourd'hui, nombreux châteaux et manoirs sont réclamés par leurs anciens propriétaires. Quelques-uns ont été rétrocédés, d'autres font toujours partie de la propriété de l'état. La plupart de ces monuments doivent être restaurés. Par ailleurs, certains édifices, comme le Château Bánffy de Bonțida, sont en train d'être restaurés. Tous ces monuments attendent qu'ils soient introduits dans les circuits touristiques.

## Forteresses

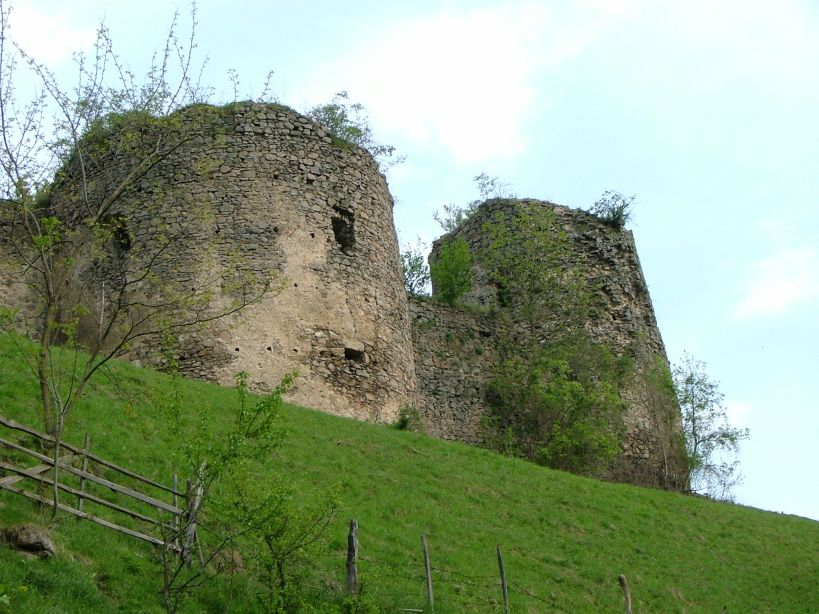
Forteresse de Bologa

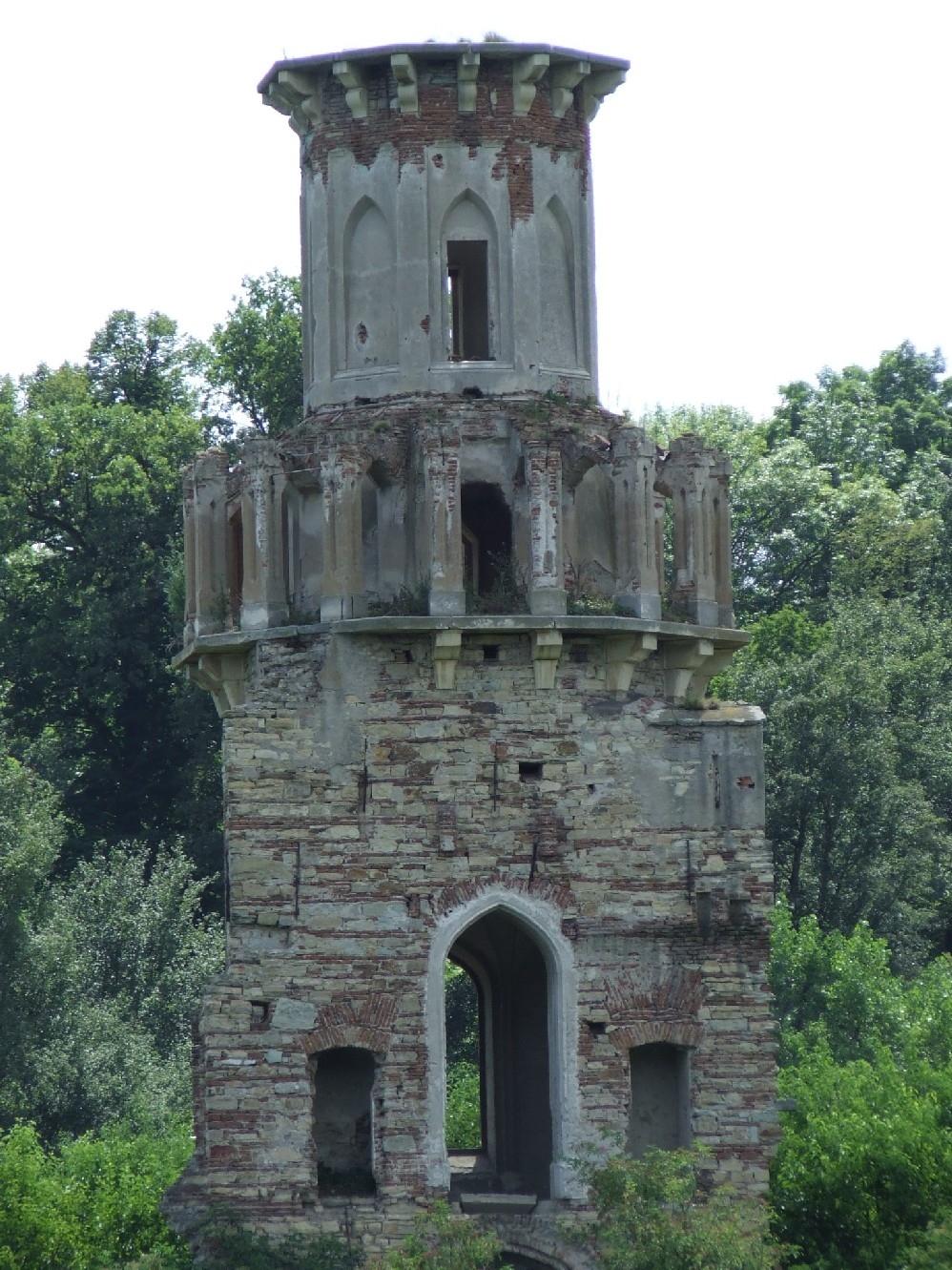
Ruines du Château Teleki à Luna de Jos

| Nom                                 | Localité      | Date de construction             |
| Forteresse de Bedeciu               | Bedeciu       |                                  |
| Forteresse de Bicălatu              | Bicălatu      |                                  |
| Forteresse de Bologa                | Bologa        | 1304                             |
| Motte de Cheia                      | Cheia         |                                  |
| Forteresse de Peștera Mare          | Cheia         |                                  |
| Forteresse de Peștera Mică          | Cheia         |                                  |
| Fortifications de Cluj-Napoca       | Cluj-Napoca   | XIIe siècle au XVIe siècle       |
| Citadelle de Cluj-Napoca            | Cluj-Napoca   | 1715-1735                        |
| Motte de Cojocna                    | Cojocna       |                                  |
| Motte de Cuzdrioara                 | Cuzdrioara    |                                  |
| Forteresse de Dăbâca                | Dăbâca        | Xe siècle au XIVe siècle         |
| Forteresse de Dej                   | Dej           | 1214-1235                        |
| Motte de Feldioara                  | Feldioara     | VIIIe siècle au IXe siècle       |
| Forteresse Tăuți                    | Florești      | 1241                             |
| Forteresse de Gherla                | Gherla        | 1540-1551                        |
| Forteresse de Liteni                | Liteni        | 1324                             |
| Site archéologique de Mera          | Mera          |                                  |
| Site archéologique de Mihai Viteazu | Mihai Viteazu | de la préhistoire au IIIe siècle |
| Forteresse de Moldovenești          | Moldovenești  | XIe siècle au XIIIe siècle       |
| Camp roman de Negreni               | Negreni       | IIe siècle au IIIe siècle        |
| Camp roman de Petrești              | Petrești      | IIe siècle au IIIe siècle        |
| Vestiges romanes de Poieni          | Poieni        | IIe siècle au IIIe siècle        |
| Motte de Someșu Rece                | Someșu Rece   |                                  |
| Camp roman de Turda                 | Turda         | IIe siècle au IIIe siècle        |
| Fortifications de Turda             | Turda         |                                  |
| Forteresse de Unguraș               | Unguraș       | 1269                             |

## Châteaux

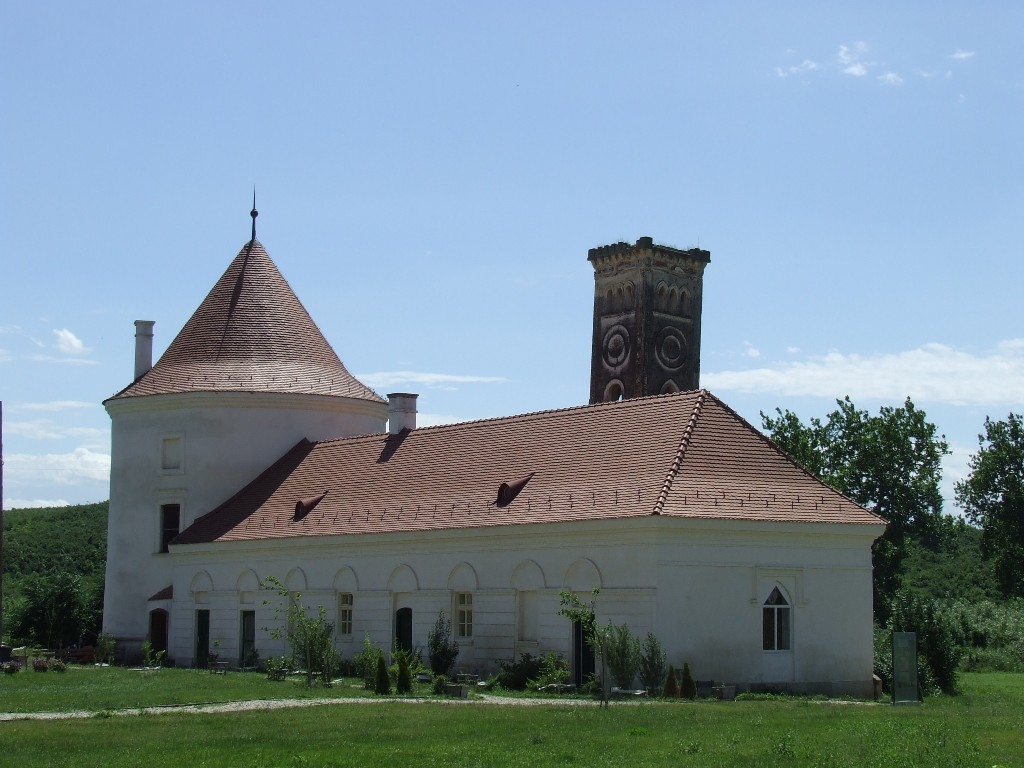
Une aile du Château Bánffy de Bonțida

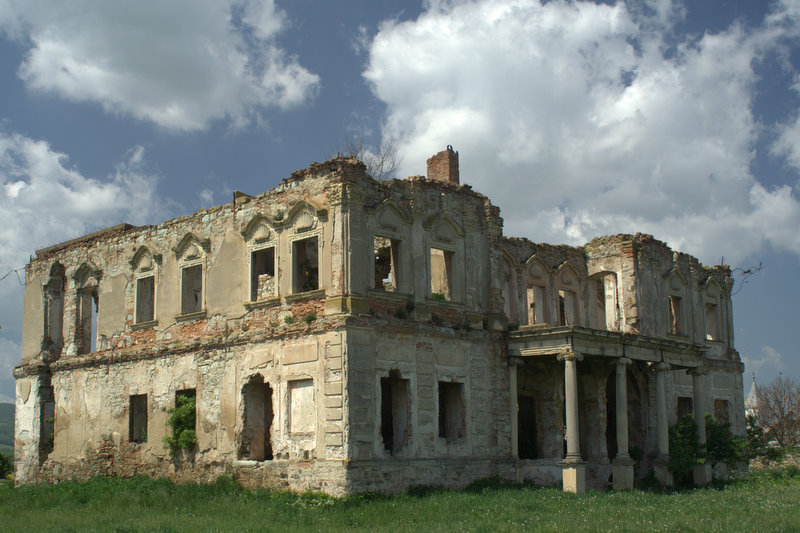
Ruines du Château Haller à Coplean

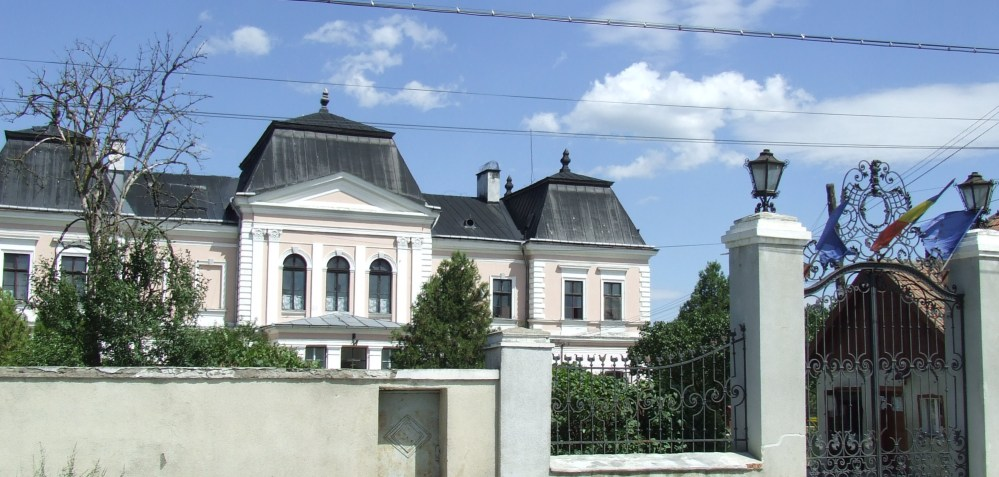
Château Bánffy à Răscruci

| Nom                             | Propriétaire    | Localité     | Date de construction         |
| Château Bánffy de Bonțida       | Famille Bánffy  | Bonțida      | 1437-1543                    |
| Château Bánffy de Borșa         | Famille Bánffy  | Borșa        | XIXe siècle                  |
| Château Kemény de Jucu de Sus   | Famille Kemény  | Jucu de Sus  | XIXe siècle                  |
| Château Bánffy de Răscruci      | Famille Bánffy  | Răscruci     | XVIIIe siècle                |
| Château Béldy de Geaca          | Famille Béldy   | Geaca        | 1880                         |
| Château Bocskai de Aghireșu     | Famille Bocskai | Aghireșu     | 1572                         |
| Château Haller de Coplean       | Famille Haller  | Coplean      | 1721                         |
| Château Mikes de Săvădisla      | Famille Mikes   | Săvădisla    | XIXe siècle                  |
| Château Jósika de Moldovenești  | Famille Jósika  | Moldovenești | XVIe siècle au XIXe siècle   |
| Château Kemény-Bánffy à Luncani | Kemény-Bánffy   | Luncani      | XVIIIe siècle                |
| Château Kornis de Mănăstirea    | Famille Kornis  | Mănăstirea   | 1573-1593                    |
| Château Teleki de Luna de Jos   | Famille Teleki  | Luna de Jos  | 1650-1700                    |
| Château Veres de Livada         | Famille Veres   | Livada       | XVIIIe siècle au XIXe siècle |
| Château Wass de Țaga            | Famille Wass    | Țaga         | 1769                         |
| Château Wass-Banffy de Gilău    | Wass-Bánffy     | Gilău        | XVe siècle au XVIe siècle    |
| Château de Gilău                | -               | Gilău        | XIIe siècle au XIIIe siècle  |

## Manoirs

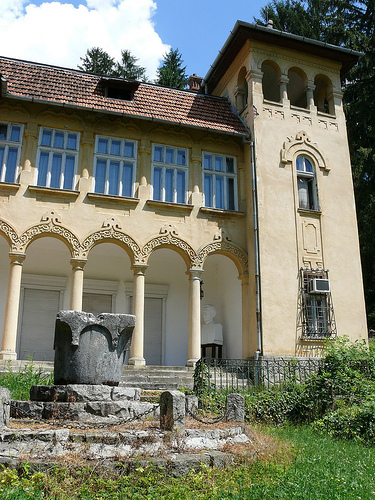
Manoir Octavian Goga à Ciucea

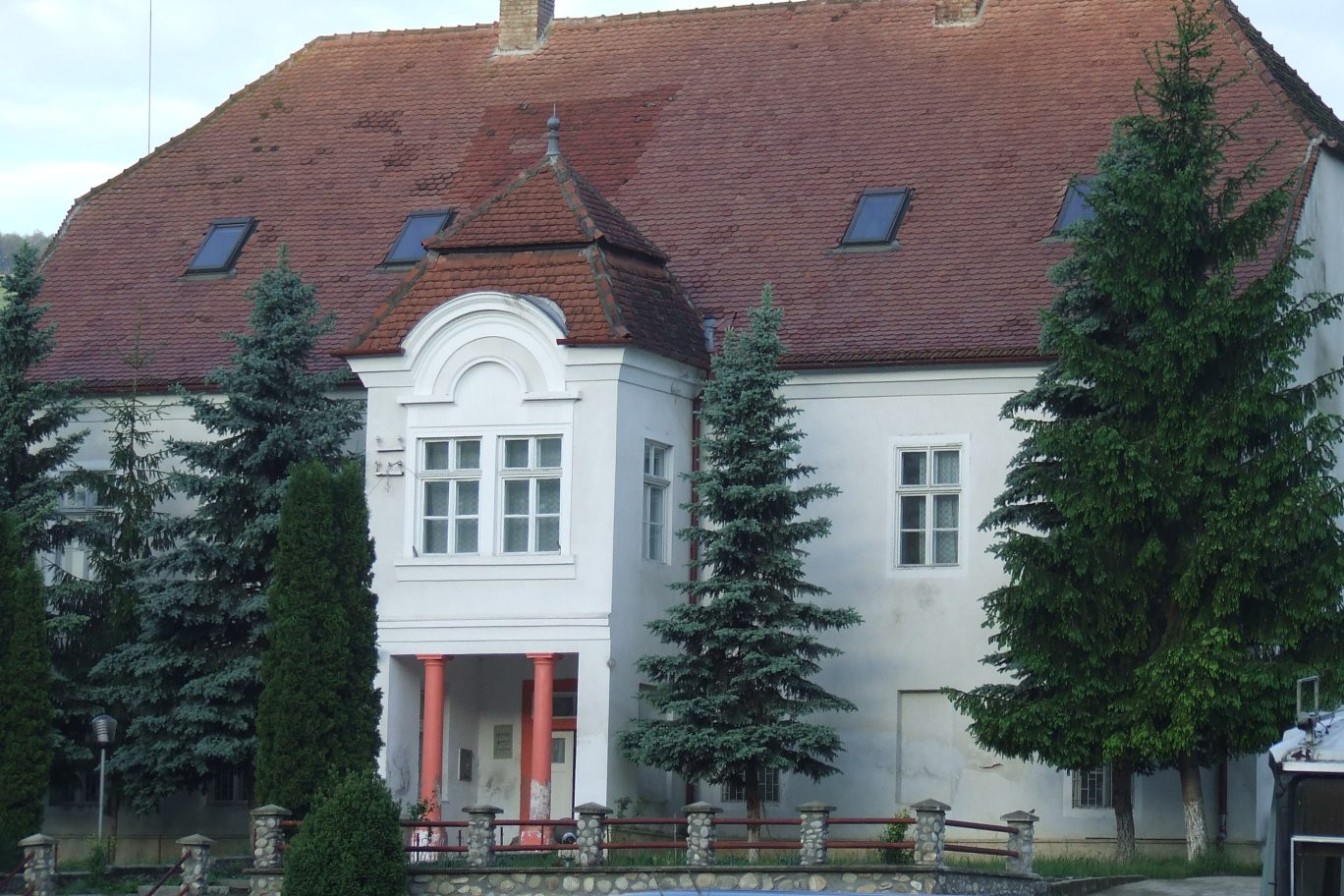
Manoir Laszay-Filip à Nădășelu

| Nom                                          | Propriétaire          | Localité      | Date de construction         |
| Manoir Paget à Câmpia Turzii                 | John Paget            | Câmpia Turzii | XIXe siècle                  |
| Manoir Szentkereszty-Bethlen à Câmpia Turzii | Szentkereszty-Bethlen | Câmpia Turzii | XIXe siècle                  |
| Manoir de la rue Teilor                      | -                     | Câmpia Turzii | XIXe siècle                  |
| Manoir Schirling à Cornești                  | Famille Schirling     | Cornești      | XVIIIe siècle au XIXe siècle |
| Manoir Bornemisza à Buza                     | Famille Bornemisza    | Buza          | XIXe siècle                  |
| Manoir Kemény à Cămărașu                     | Famille Kemény        | Cămărașu      | XVIIIe siècle                |
| Manoir Octavian Goga à Ciucea                | Octavian Goga         | Ciucea        | XIXe siècle                  |
| Manoir Dujardin à Coasta                     |                       | Coasta        | XVIIIe siècle                |
| Manoir Vitez à Copăceni                      |                       | Copăceni      | XIXe siècle                  |
| Manoir Teleki à Cuzdrioara                   | Famille Teleki        | Cuzdrioara    | XVIIIe siècle                |
| Manoir Rhedy à Dăbâca                        | Famille Rhedy         | Dăbâca        | XVIIIe siècle                |
| Manoir Laszay à Gârbău                       | Famille Laszay        | Gârbău        | XIXe siècle                  |
| Manoir Gallus à Gilău                        | Gallus                | Gilău         | XIXe siècle                  |
| Manoir Barcsay à Huedin                      | Famille Barcsay       | Huedin        | XVIIIe siècle                |
| Manoir Teleki à Iara                         | Famille Teleki        | Iara          | XIXe siècle                  |
| Manoir Beldi à Iara                          | Famille Beldi         | Iara          | XIXe siècle                  |
| Manoir Kemény à Iara                         | Famille Kemény        | Iara          | XIXe siècle                  |
| Manoir Laszay-Filip à Nădășelu               | Laszay-Filip          | Nădășelu      | XVIIIe siècle au XIXe siècle |
| Manoir Bornemisza-Matskassy à Popești        | Bornemisza-Matskassy  | Popești       | 1804                         |
| Manoir Bánffy à Turea                        | Famille Bánffy        | Turea         | XVIIe siècle                 |